# Diego García (maratoneta)
Diego García Corrales (Azkoitia, 12 ottobre 1961 – Azpeitia, 31 marzo 2001) è stato un maratoneta spagnolo di origine basca.
Morì per un arresto cardiaco durante un allenamento.

## Palmarès

### Europei
- 1 medaglia:
  - 1 argento (Helsinki 1994 nella maratona)

## Campionati nazionali
2000
- 14º ai campionati spagnoli di mezza maratona - 1h05'57"

## Altre competizioni internazionali
1990
- 17º alla Maratona di Londra ( Londra) - 2h13'48"

1991
- 23º alla Maratona di Londra ( Londra) - 2h12'54"

1992
- Bronzo alla Maratona di Fukuoka ( Fukuoka) - 2h10'30"

1995
- 4º alla Maratona di Fukuoka ( Fukuoka) - 2h09'51"
- Oro alla Maratona di Siviglia ( Siviglia) - 2h11'21"

1996
- 4º alla Maratona di Fukuoka ( Fukuoka) - 2h11'31"

1997
- 15º alla Maratona di Berlino ( Berlino) - 2h11'26"
- 21º alla Maratona di Fukuoka ( Fukuoka) - 2h17'23"

1998
- 7º alla Maratona di Londra ( Londra) - 2h10'35"
- 7º alla Maratona di Berlino ( Berlino) - 2h11'04"

1999
- 14º alla Maratona di Torino ( Torino) - 2h16'57"

2000
- 7º alla Maratona di Amsterdam ( Amsterdam) - 2h12'43"

## note
1. ↑   In Memoriam Diego Garcia, su worldathletics.org.